# Agnieszka Dziemianowicz-Bąk
Agnieszka Ewa Dziemianowicz-Bąk (Breslavia, 20 de enero de 1984) es un activista social y política polaca que se ha desempeñado como Ministro de Familia, Trabajo y Política Social desde 2023. También ha sido miembro del Sejm desde 2019.

## Biografía
Entre diciembre de 2015 y febrero de 2019, Dziemianowicz-Bąk fue miembro de la Junta Nacional del partido Razem (Juntos). Representó a Razem en la organización paneuropea del Movimiento Democracia en Europa 2025 (DiEM25).
En 2016, la revista Foreign Policy incluyó a Dziemianowicz-Bąk, junto con Barbara Nowacka, en su lista anual de los 100 pensadores globales más influyentes por su papel en la organización de la "protesta negra" contra una prohibición total del aborto en Polonia.
En febrero de 2019, dejó el partido Razem debido a desacuerdos sobre la estrategia del partido en las entonces próximas elecciones al Parlamento Europeo. En agosto de 2019, fue elegida para el Colectivo de Coordinación de DiEM25.
Dziemianowicz-Bąk fue elegida para el Sejm el 13 de octubre de 2019, recibiendo 14.257 votos en el distrito de Breslavia, como parte de la lista de la Izquierda.
Además de protestar contra las leyes de aborto, Dziemianowicz-Bąk también ha estado activa en protestas por los derechos LGBT. En septiembre de 2020, ganó el premio Equality Crowns por política de Campaña contra la Homofobia. Ella dijo que deseaba que tal premio no fuera necesario.
El 13 de diciembre de 2023, fue nombrada Ministra de Familia, Trabajo y Política Social por Donald Tusk.